# Crudia
Genre
Synonymes
- Cowellocassia Britton
- Crudya Batsch, var. orth.
- Pryona Miq.
- Touchiroa Aubl[2].

Crudia est un genre de plantes à fleurs dicotylédones de la famille des Fabaceae, sous-famille des Caesalpinioideae, à répartition pantropicale, qui comprend plus de 50 espèces acceptées.
Ce sont des arbres et des arbustes, rarement grimpants, qui poussent dans les forêts tropicales pluviales et marécageuses, dans les broussailles et les fourrés, situés souvent le long des cours d'eau. Les arbres ont un bois très dur et lourd, peu exploité.

## Étymologie
Le nom générique, « Crudia », est un nom vernaculaire emprunté à une langue du Guyana.

## Liste d'espèces
Selon The Plant List (12 novembre 2018) :
- Crudia acuminata Benth.
- Crudia acuta de Wit
- Crudia aequalis Ducke
- Crudia amazonica Benth.
- Crudia aromatica (Aubl.) Willd.
- Crudia balachandrae Sanjappa
- Crudia bantamensis (Hassk.) Benth.
- Crudia beccarii Ridl.
- Crudia bibundina Harms
- Crudia blancoi Rolfe
- Crudia bracteata Benth.
- Crudia caudata Prain
- Crudia cauliflora Merr.
- Crudia choussyana (Standl.) Standl.
- Crudia chrysantha (Pierre) K.Schum.
- Crudia curtisii Prain
- Crudia dewitii Kosterm.
- Crudia evansii Ridl.
- Crudia gabonensis Harms
- Crudia glaberrima (Steud.) J.F.Macbr.
- Crudia gossweileri Baker f.
- Crudia gracilis Prain
- Crudia harmsiana De Wild.
- Crudia katikii Verdc.
- Crudia klainei De Wild.
- Crudia lacus Standl. & Steyerm.
- Crudia lanceolata Ridl.
- Crudia laurentii De Wild.
- Crudia ledermannii Harms
- Crudia mansonii Prain
- Crudia michelsonii J.Leonard
- Crudia mutabilis de Wit
- Crudia oblonga Benth.
- Crudia orientalis Hassk.
- Crudia ornata de Wit
- Crudia papuana Kosterm.
- Crudia penduliflora Ridl.
- Crudia reticulata Merr.
- Crudia ripicola de Wit
- Crudia scortechinii Prain
- Crudia senegalensis Benth.
- Crudia sparei Whitmore
- Crudia speciosa Prain
- Crudia spicata (Aubl.) Willd.
- Crudia splendens de Wit
- Crudia subsimplicifolia Merr.
- Crudia tenuipes Merr.
- Crudia teysmannii de Wit
- Crudia tomentosa (Aubl.) J.F.Macbr.
- Crudia velutina Ridl.
- Crudia venenosa de Wit
- Crudia viridiflora Whitmore
- Crudia wrayi Prain
- Crudia zenkeri Harms
- Crudia zeylanica (Thwaites) Benth.